# Lilian Pacce
Lilian Pacce (São Paulo, 20 de março de 1962) é uma jornalista, escritora, curadora e consultora de moda brasileira. 
“O Biquíni Made in Brazil” (ed. Arteensaio) é seu livro mais recente, e resultou também na exposição “Yes, Nós Temos Biquíni” no Centro Cultural Banco do Brasil (CCBB) no Rio de Janeiro. É curadora-adjunta de moda do MASP (Museu de Arte de São Paulo). Engajada com inciativas sustentáveis, lançou em 2007 a campanha “Eu Não Sou de Plástico”, junto à Prefeitura de São Paulo, pelo uso de sacolas duráveis em vez dos modelos de plástico descartável, com exposição itinerante pelo Brasil e o livro “Ecobags - Moda e Meio Ambiente” (ed. Senac, 2009). 
Apresentou e comandou o programa semanal GNT Fashion, no canal de televisão a cabo GNT entre o ano 2000 e 2017. Tem um canal de moda e comportamento no Youtube e é publisher da plataforma digital Lilian Pacce, canal Moda do portal MSN Brasil. Foi editora e colunista de moda dos jornais Folha de S. Paulo, Jornal da Tarde e O Estado de São Paulo.

## Carreira
Consolidou-se como referência em moda nos anos 1990. Lilian Pacce tem um olhar de lince para todo e qualquer tipo de comportamento que vem da moda ou que faz a própria moda. Para afinar seus conhecimentos, Lilian estudou no London College of Fashion e na Saint Martin's School of Fashion, em Londres, a mesma que teve em seus bancos gente como os estilistas John Galliano e Alexander McQueen.
Em 2000 assumiu o comando do programa semanal GNT Fashion, no canal de televisão a cabo GNT/Globosat, apresentado por ela durante 18 anos. Desde 2008 é publisher do site Lilian Pacce, canal Moda do portal MSN, pioneiro em trazer a sustentabilidade para o jornalismo de moda e beleza, com a seção Recicle-se.
Em 1987, no jornal Folha de S.Paulo, começou a cobrir os desfiles do eixo Paris-Milão-Londres-Nova York. Ainda na Folha, a apresentadora do GNT Fashion editou a página semanal de moda do caderno Ilustrada e a Revista da Folha até 1992, quando se mudou para Londres. Na volta a SP, estreou a coluna de moda da revista “Caras”. De 1995 a 1996 foi editora de moda e suplementos do Jornal da Tarde, diretora do Boletim da Moda e consultora de moda do programa Moda Esporte Clube da MTV.
Crítica de moda do Caderno 2 do jornal O Estado de S. Paulo desde 1996, Lilian Pacce é autora dos livros "Pelo Mundo da Moda - Criadores, Grifes e Modelos" (ed. Senac, 2007), com prefácio de Vivienne Westwood, "Ecobags - Moda e Meio Ambiente" (ed. Senac, 2009), Herchcovitch;Alexandre (ed. Cosac & Naify, 2002), Dicionário Adesivo para brincar, colar e pintar (ed. Ática) e do capítulo sobre biquíni em O Pretinho Básico (ed. Planeta). “O Biquíni Made in Brazil” (ed. Arteensaio, 2016) é seu livro mais recente e está disponível em português e inglês em versão impressa, e-book e audiobook.
Foi consultora da coleção Universo da Moda da editora Cosac & Naify e colaboradora de revistas como Big, Vogue, Harper’s Bazaar, Elle, Daslu e Ícaro. Leciona na pós graduação de Jornalismo Cultural da Fundação Armando Alvares Penteado (Faap) e já lecionou no MBA Gestão de Luxo da FAAP e no curso Negócios da Moda, da Fundação Getúlio Vargas.
Em 1998 e 2000, recebeu o prêmio de melhor jornalista de moda do país. O primeiro pelo Phytoervas Fashion e o segundo pelo Abit Fashion Brasil, da Associação Brasileira de Indústria Têxtil (ABIT). Está na lista BOF 500 do business of Fashion, que elenca os 500 profissionais mais relevantes do mercado da moda no mundo. Foi membro do time de experts do LVMH Prize 2015, prêmio concedido a novos talentos da moda pelo geupo LVMH em Paris. Recebeu o Prêmio Especialistas (jornalismo de moda) em 2016, 2017 e 2018.